# Ca' Corner
Ca' Corner  (« Maison Corner », le terme Ca’ vient du dialecte vénitien qui signifie « maison » 
équivalent du mot casa en italien) est un palais situé à Venise  dans le sestiere de San Polo, sur le Rio de San Polo, à l'angle du rio terà dei Nomboli.